# Hero (Skillet-låt)
Hero (svenska: Hjälte) är den första singeln från albumet Awake. Låten är gjord av det kristna rockbandet Skillet och är den första låten på albumet. Låten talar om människans behov av en hjälte, hjälten som de syftar på är Jesus Kristus. Det är den fjärde singeln som Skillet släpper som skiva. Singeln sålde hela 12 000 exemplar under sin första vecka.

## Låtlista
1. "Hero" - 3:08

## Medverkande
- John Cooper - sång, elbas
- Korey Cooper - elgitarr, keyboard, sång
- Ben Kasica - elgitarr
- Jen Ledger - trummor, sång

## Listplacering
"Hero" nådde #12 på Itunes rockdiagram . Den har också nått positionen som nummer ett på ChristianRock.Net Weekly Top 30 och den låg etta i 13 veckor i följd på Christian Rock Radio och på Christian CHR Radio.
| Lista                                | Placering |
| ------------------------------------ | --------- |
| Christian CHR                        | 1         |
| Christian Rock Radio                 | 1         |
| U.S. Active Rock                     | 12        |
| Billboard Hot Mainstream Rock Tracks | 15        |
| Billboard Hot Rock Songs             | 35        |
| Billboard Hot Christian Songs        | 29        |
| Billboard Japan Hot 100              | 77        |

## Musikvideo
Musikvideon till "Hero" regisserades av Erwin Brothers. Hero är albumets andra musikvideo. Videon hade premiär på Yahoo.com den 10 september 2009. Videon verkar vara inspelad i Birmingham Race Courses parkeringsplats. Bandet uppträder framför pyroteknik och blir utsatta för regn. I musikvideon visas också andra typer av hjältar upp, till exempel en brandman, en US Marine, en SWAT-soldat, och en sjuksköterska.

## Utmärkelser
Låten nominerades till både "Rock Recorded Song Of The Year" och "Short Form Video Of The Year" vid den 41: av Dove Awards.